# Une petite Française
Chansons représentant Monaco au Concours Eurovision de la chanson
Toi, la musique et moi
(1976) Les Jardins de Monaco
(1978)
Une petite Française est une chanson de la chanteuse française Michèle Torr, écrite par Jean Albertini et composée par Paul de Senneville et Olivier Toussaint, parue sur l'album éponyme Une petite Française et sortie en single en 1977.
C'est la chanson choisie pour représenter Monaco au Concours Eurovision de la chanson 1977 qui se déroulait à Londres au Royaume-Uni. Il s'agit de la seconde participation de Michèle Torr à l'Eurovision, elle avait déjà représenté le Luxembourg en 1966 avec la chanson Ce soir je t'attendais.
Michèle Torr a également enregistré la chanson en allemand sous le titre Die schönsten Blumen blühen auf dem Land (« Les plus belles fleurs fleurissent dans la campagne »), en anglais sous le titre I'm Just a Simple Country Girl from France (« Je suis une simple fille de la campagne de France »), en espagnol sous le même titre qu'en français Une petite Française, et en italien sous le titre La mia canzone (« Ma chanson »).

## Concours Eurovision de la chanson
Elle est intégralement interprétée en français, langue nationale, comme l'impose la règle entre 1976 et 1999. L'orchestre est dirigé par Yvon Rioland.
Une petite Française est la deuxième chanson interprétée lors de la soirée, après It's Nice to Be in Love Again des Swarbriggs Plus Two qui représentaient l'Irlande et avant De mallemolen de Heddy Lester (en) qui représentait les Pays-Bas. À l'issue du vote, elle a obtenu 96 points, se classant 4e sur 18 chansons,.

## Liste des titres
Singles de Michèle Torr
Je m'appelle Michèle
(1976) Emmène-moi danser ce soir
(1978)
| A1. | Une petite Française | Jean Albertini | Paul de Senneville, Olivier Toussaint | 2:55 |
| B1. | Le Mal de mai        | Jean Albertini | Paul de Senneville, Olivier Toussaint | 2:45 |

## Classements
| Classement (1977)                       | Meilleure position |
| --------------------------------------- | ------------------ |
| Belgique (Wallonie Ultratop 50 Singles) | 22                 |
| France (IFOP)                           | 33                 |

## Historique de sortie
| Pays      | Date | Format   | Label    |
| --------- | ---- | -------- | -------- |
| France    | 1977 | 45 tours | AZ       |
| Allemagne | 1977 | 45 tours | Jupiter  |
| Espagne   | 1977 | 45 tours | Hispavox |
| Italie    | 1977 | 45 tours | Lady L   |
| Pays-Bas  | 1977 | 45 tours | CNR      |
| Portugal  | 1977 | 45 tours | Imavox   |